# IV. Ulászló lengyel király
IV. Ulászló lengyel király (lengyelül Władysław IV Waza), (1595. június 9., Łobzówban, Krakkó negyedében – 1648. május 20., Merecz, Litvánia) Lengyelország királya, Litvánia nagyfejedelme és címzetes svéd király 1632-1648 között, 1610-ben Oroszország cárjának választják, címzetes orosz cár 1634-ig, III. Zsigmond és első felesége, Habsburg Anna fia.

## Élete
Még csak 15 éves volt, amikor a Borisz Godunov halálát követő zűrzavaros években édesapja Oroszország cárjává választatta; ennek ellenére sohasem sikerült megszereznie a moszkvai trónt. Az ifjú Ulászló hadvezéri tehetségét bizonyították a Moszkva (1617–1618) és az Oszmán Birodalom (1621) elleni hadjáratok.
Édesapja halála után, 1632-ben megörökölte a lengyel trónt. III. Zsigmond lengyel király halálát követő várható zavarodottságban 40 000 fős moszkvai hadsereg lépte át Lengyelország keleti határát; Ulászló 1633 márciusában áttörte a Szmolenszk környéki ostromgyűrűt, majd ellentámadást indított, és 1634 februárjában foglyul ejtette az orosz parancsnokot. A háborút lezáró poljanovi békében Mihály cár vállalta, hogy lemond minden, korábban Lengyelországhoz került területről, és fizet 200 000 rubelt – cserébe azért, hogy Ulászló feladja igényét a cári címre.
Ulászló ezután seregével délre vonult, és megegyezésre kényszerítette a törököket. A megállapodás szerint Lengyelország és az Oszmán Birodalom fenntartotta a kozákok, illetve a tatárok feletti ellenőrzést, valamint közös felügyeletet gyakoroltak Moldvában és Havasalföldön.
Miután a harmincéves háború okozta nehézségtől meggyengült Svédország ellen háborút indított, Ulászló 1635 szeptemberében előnyös békét kötött a svédekkel, nem sikerült azonban visszaszereznie a svéd trónt, amelyet édesapja vesztett el.
1637-ben feleségül vette III. Ferdinánd magyar király és német-római császár nővérét, Cecília Renátát. Amikor a királyné 1640-ben Zsigmond Kázmér néven fiút szült neki, Ulászló még egyszer megkísérelte megmutatni személyes hatalmát. Sikertelenül közvetített a német és a skandináv hatalmak között, végül a törökök provokálására rávette a kozákokat, hogy támadják meg Lengyelországot, amely során megkérdőjelezhetetlenné válik saját hadvezéri tehetsége. A terv azonban idő előtt meghiúsult. A fia 1647-ben bekövetkezett halálának hírére összetört Ulászló éppen akkor vesztette életét, amikor az ígéretének be nem váltása miatt feldühödött kozákok felkelést robbantottak ki a lengyel uralom ellen.

## Családfa
| III. János svéd király sz. 1537. XII. 21. † 1592. XI. 17. | III. János svéd király sz. 1537. XII. 21. † 1592. XI. 17. |                                                        |                                                        | Jagelló Katalin sz. 1526. XI. 1. † 1583. IX. 16. | Jagelló Katalin sz. 1526. XI. 1. † 1583. IX. 16. |  |  | II. Károly osztrák főherceg sz. 1540. VI. 3. † 1590. VII. 10. | II. Károly osztrák főherceg sz. 1540. VI. 3. † 1590. VII. 10. |                                                  |                                                  | Wittelsbach Mária Anna sz. 1551. III. 21. † 1608. IV.29. | Wittelsbach Mária Anna sz. 1551. III. 21. † 1608. IV.29. |
|                                                           |                                                           |                                                        |                                                        |                                                  |                                                  |  |  |                                                               |                                                               |                                                  |                                                  |                                                          |                                                          |
|                                                           |                                                           |                                                        |                                                        |                                                  |                                                  |  |  |                                                               |                                                               |                                                  |                                                  |                                                          |                                                          |
|                                                           |                                                           | III. Zsigmond (Vasa) sz. 1566. VI. 20. † 1632. IV. 30. | III. Zsigmond (Vasa) sz. 1566. VI. 20. † 1632. IV. 30. |                                                  |                                                  |  |  |                                                               |                                                               | Habsburg Anna sz. 1573. VIII.16. † 1598. II. 10. | Habsburg Anna sz. 1573. VIII.16. † 1598. II. 10. |                                                          |                                                          |
|                                                           |                                                           |                                                        |                                                        |                                                  |                                                  |  |  |                                                               |                                                               |                                                  |                                                  |                                                          |                                                          |
|                                                           |                                                           |                                                        |                                                        |                                                  |                                                  |  |  |                                                               |                                                               |                                                  |                                                  |                                                          |                                                          |
|                                                           |                                                           |                                                        |                                                        |                                                  |                                                  |  |  |                                                               |                                                               |                                                  |                                                  |                                                          |                                                          |

| 1 Jadwiga Łuszkowska OO 1635 előtt                             | 1 Jadwiga Łuszkowska OO 1635 előtt                             | 2 Habsburg Cecília Renáta sz. 1611. VII. 11. † 1644. III. 24. OO 1637. IX. 12. | 2 Habsburg Cecília Renáta sz. 1611. VII. 11. † 1644. III. 24. OO 1637. IX. 12. | IV. Ulászló sz. 1595. VI. 9. † 1648. V. 20.            | IV. Ulászló sz. 1595. VI. 9. † 1648. V. 20.            | 3 Lujza Mária Gonzaga sz. 1611. VIII. 18. † 1667. V. 10. OO 1646. III. 10. | 3 Lujza Mária Gonzaga sz. 1611. VIII. 18. † 1667. V. 10. OO 1646. III. 10. |  |  |
|                                                                |                                                                |                                                                                |                                                                                |                                                        |                                                        |                                                                            |                                                                            |  |  |
|                                                                |                                                                |                                                                                |                                                                                |                                                        |                                                        |                                                                            |                                                                            |  |  |
|                                                                | 1                                                              |                                                                                | 2                                                                              |                                                        | 2                                                      |                                                                            |                                                                            |  |  |
| Władysław Konstanty hr. Wasenau sz. kb. 1635. † 1698. III. 19. | Władysław Konstanty hr. Wasenau sz. kb. 1635. † 1698. III. 19. | Zsigmond Kázmér (Vasa) sz. 1640. IV. 1. † 1647. VIII. 9.                       | Zsigmond Kázmér (Vasa) sz. 1640. IV. 1. † 1647. VIII. 9.                       | Mária Anna Izabela Wasa sz. 1642. I. 8. † 1642. II. 7. | Mária Anna Izabela Wasa sz. 1642. I. 8. † 1642. II. 7. |                                                                            |                                                                            |  |  |